# Оборона Краснодара
Краснодарское направление 6 — 17 августа 1942 года под командованием генерал-полковника Я. Т. Черевиченко. Срыв гитлеровского плана «Разбег».
Оборона Краснодара 7—14 августа 1942 года — оборонительные бои 56-й армии в районе Краснодара в ходе Армавиро-Майкопской оборонительной операции Северо-Кавказского фронта в период Битвы за Кавказ.
Оборона Краснодара состояла из двух этапов: первый, включающий непосредственное удержание позиций на правом берегу реки Кубани, — оборона города Краснодара, станиц Елизаветинской и Пашковской (7 августа — 12 августа), и второй — бои на левом берегу реки Кубани (12 августа — 14 августа).
Ожесточённые оборонительные бои 56-й армии на рубеже реки Кубани не позволили соединениям V армейского корпуса противника с ходу овладеть городом, его переправами, плацдармами на левом берегу реки, что позволяло ему уничтожить основные силы Приморской группы Северо-Кавказского и Закавказского фронтов в предгорьях Кавказа.

## Предыстория
Ростовская оборонительная операция, несмотря на то, что Верховное Главное командование возлагало на неё большие надежды в связи с тем, что город Ростов-на-Дону был надёжно укреплён, а 21.07.1942 командование Южным фронтом взял на себя лично Главнокомандующий, была проиграна. В течение двух дней части и соединения без приказа оставили город. Провал этого сражения вызвал растерянность, а на некоторых участках деморализацию войск. Это обстоятельство побудило ГКО принять самые жёсткие меры в отношении паникёров, дезертиров и лиц, самовольно, без приказа, оставляющих обороняемый рубеж. В целях исправления положения на фронте Сталин лично диктует положения знаменитого приказа № 227, известного как приказ «Ни шагу назад».

Очевидец этих событий писатель Виталий Закруткин писал: 
Под непрерывной бомбёжкой и жёстким артиллерийским огнём люди разбирали деревянные дома, сараи, заборы, подносили к берегу брёвна. Покрытые кровью и пылью сапёры сколачивали плоты. Артиллеристы переправляли пушки, затыкая мешками пробитые днища рыбачьих баркасов. Лошадей гнали вплавь. По реке плыли брёвна от разнесённых бомбами плотов, кузова машин. Откуда-то из-под Цимлы и Новочеркасска течение несло раздутые трупы.
В ночь на 24.07.1942 последние взводы 30-й стрелковой дивизии и остатки Ростовского полка народного ополчения покинули Ростов. Люди плыли через Дон на обломках плотов, на автомобильных камерах, на бревнах. С левого берега эту последнюю переправу поддерживали частым ружейно-пулемётным огнём. В город вошли войска противника, а утром они приступили к форсированию реки. Перед механизированными частями вермахта предстала равнинная территория, лишённая существенных естественных препятствий, мешающих массовому применению танков и авиации противника. Учитывая значительное превосходство противника, советские части быстро отступали на юг. Фронт был расчленён. Группой армий «Юг», разделённой на группы «А» и «Б», у Кущёвки расчленялась ещё на три потока: из Ростова, вдоль железной дороги Батайск — Тихорецкая — Краснодар, быстро продвигалась 17-я армия генерал-полковника Руоффа, из Константиновского, через Весёлый, в направлении на Армавир, шёл 3-й танковый корпус генерала кавалерии фон Макензена, входивший в состав 1-й танковой армии Клейста (13-я танковая дивизия, моторизованная дивизия СС «Викинг», 1-й подвижный словацкий корпус). Со второй половины августа в дальних тылах фон Клейста появились батальоны частей африканского корпуса Роммеля, продвигающиеся только по ночам. Вдоль Манычского канала, через Сальск, в направлении на Ворошиловск (Ставрополь) и минераловодскую группу, двигался 40-й танковый корпус, за ним — 52-й армейский корпус и 2-я румынская горнострелковая дивизия. Позже это обстоятельство определило решение Ставки о придании разделённым частям фронта самостоятельного оперативного манёвра в качестве Донской и Приморской групп. Дистанция между этими группами стремительно расширялась.. Ситуация на фронте для многих жителей края и даже руководителей была непонятной. Стремительное отступление советских войск они характеризовали как полный развал фронта. По мнению некоторых руководителей государственного, районного и краевого масштаба, ситуация была близка к катастрофе. Более того, Л. М. Каганович, назначенный Сталиным Членом военного совета фронта, практически признавая невозможность предотвращения панического бегства войск, писал:
…За 14 дней моего пребывания на фронте я прилагал все усилия к тому, чтобы в какой-либо мере улучшить положение, но из этого мало что вышло, и я несу, конечно, за это ответственность…

На реках: Кубани, а затем и на Лабе удалось рассадить войска, создать более или менее сплошной фронт, но как только противник прорвёт фронт, хотя бы тремя — пятью танками в одном месте, то паника начинает охватывать ближайшие к прорыву части, и после некоторых боёв эти части начинают отступать. Особенно пользуется противник своим преимуществом в танках, он забегает далеко вперёд и неожиданно появляется то в одном, то в другом месте, дезорганизуя тылы и деморализуя этим не только части, но и штабы и даже отдельных работников штаба, ищущих часто решений задачи не в боевых действиях, а в начертании на карте «новых рубежей», к сожалению, в сторону отступления.

С момента объединения фронта мы направили главные силы на оздоровление дисциплины и морально-политической устойчивости командиров в соответствии с вашим приказом, улучшили работу суда и прокуратуры, расстреляли перед строем 37 дезертиров, разослали непосредственно на передовые линии 200 политработников, вызывали для разговора некоторых командиров и политработников, сами выезжали в части на позиции, однако результаты пока плохие. Нужна упорная и большая работа и борьба, чтобы оздоровить в первую очередь командно-политический состав, часть которого больна танкобоязнью, паникёрством и отступленчеством.

В заключении письма Каганович сообщал: 
Мы сейчас вылавливаем всех дезертиров, из отходящих групп сформируем новые части и штрафные роты
 Но, понимая, что одних призывов для борьбы с врагом недостаточно, просил у Сталина танки: 
Я очень прошу вас, т. Сталин, помочь нам снарядами, об этом мы писали, помочь нам танками. Где же танковая промышленность и т. Молотов, который ведает ею, — не может обеспечить наш фронт и оставляет нас без танков…
В этих условиях, несмотря на то, что только что вышел приказ № 227 по согласованию с командующим Северо-Кавказским фронтом С. М. Будённым, Ставка Верховного Главного командования соглашается с решением об отводе главных сил и сосредоточении их в предгорьях Кавказа. Осуществить эту задачу было не так просто, если учесть то обстоятельство, что по пятам отступающих частей и соединений шли моторизованные части противника. На практике была применена отступательная операция, как стратегический приём. Действия Северо-Кавказского фронта привели в замешательство немецкое командование, которое тщетно пыталось догнать, окружить и уничтожить главные силы Красной Армии на равнинной части кубанских степей, что помогло бы противнику с минимальными усилиями преодолеть Большой Кавказский хребет, выйти к бакинской нефти и границам Ирана.
Войска противника продвигались довольно быстро. На некоторых участках суточный переход доходил до сотни километров. Командованию фронтом необходимо было принять меры для остановки стремительного наступления врага, чтобы оторваться от него, подготовить к обороне ключевые высоты и занять новые рубежи. Воздушный корпус 4-го флота Рихтгофена, насчитывавший 1000 самолётов разных типов несмотря на протяжённость района боевого применения своей авиации (прикрывал территорию от Воронежа до Кавказа обеспечивая надежное авиационное прикрытие группировки войск противника), старательно расчищая путь войскам фон Клейста и Руофа, производя бомбардировки железнодорожных станций, беспрерывно штурмовал с воздуха советские части, ведущие тяжёлые арьергардные бои. Главной угрозой фронту по-прежнему оставалось низкое морально-психологическое состояние войск, особенно молодого пополнения, которое без подготовки приходилось бросать в бой.
Стремительное продвижение частей 49-го немецкого корпуса побудило советское командование отвести 17-й ккк в район Белореченской на левый берег реки Кубань, чтобы замедлить продвижение фашистов на Майкопском направлении. Для задержания врага и обеспечения возможности планомерного отвода войск командование фронтом принимает решение о контрударах: силами 56-й армии под Батайском и 17-м кавалерийским корпусом в районе Кущёвской, Шкуринской, Канеловской. Если 56-я армия имела опыт оборонительных и наступательных боёв под Ростовом-на-Дону, то для 17-го добровольческого казачьего кавалерийского корпуса это было первое боевое крещение. Однако их попытки задержать врага удались. 15, 116, 12 и 13 кавалерийские дивизии за период с 31 июля по 5 августа нанесли значительный урон противнику, позволили обескровленной в боях под Ростовом и Батайском частям и соединениям 56-й армии отойти на Краснодарский обвод.

Описывая наступление корпуса, в письме Секретарю Крайкома ВКП(б), члену Военного совета Северо-Кавказского фронта командир 17-го ккк генерал-лейтенант Н. Я. Кириченко писал: 
В районе Шкуринской активными действиями 12-й Кубанской дивизии… нам удалось изрубить, перестрелять и артиллерийским огнём уничтожить более трёх тысяч фашистов… каждый казак изрубил не менее 2-15 гитлеровцев. 13-я Кубанская дивизия в своей конной атаке изрубила более 2000 человек… плюс к тому артиллерийским и миномётным огнём уничтожено, по-моему, такое же самое количество фашистов.
 Несмотря на то, что данное письмо должно было сыграть чисто пропагандистским целям поднимая моральный дух Красной армии, и широкое освещение действий казаков в этом сражении в советской литературе не было лишено пропагандистского налёта.

### Планы немецкого командования
Для уничтожения советских армий в предгорьях Кавказа немецкое командование разработало стратегическую операцию «Разбег», начавшуюся 05.08.1942. Согласно этому плану немецкие танковые и пехотные корпуса 57-го и 3-го корпусов 1-й танковой армии должны были с востока развернуться на юго-запад в направлении Туапсе с задачей отрезать 12, 18-ю и 56-ю армии, 1 оск и 17-й ккк от предгорий Кавказа. При выполнении этой стратегической задачи требовалось решить ряд тактических задач, а именно: силами немецкого 5-го армейского корпуса 17-й армии создать котел по уничтожению советской 56-й армии на правом берегу Кубани и, захватив переправы, совместно с соединениями 57-го корпуса уничтожить советские части в предгорьях Кавказа. Успешное завершение этой операции позволило бы немецкой армии беспрепятственно выйти к Чёрному морю. Немецкое командование было хорошо осведомлено о передвижениях советских войск — на протяжении всех дней над советскими позициями кружились немецкие самолёты-разведчики абвера FW-189, прозванные «рама».
В соответствии с немецким планом, 08.08.1942 противник намеревался авангардами 73-й и 9-й пехотных дивизий ударом в стык 30-й и 339-й дивизий с северо-запада прорвать оборону Краснодарского обвода, с запада овладеть городом, захватить Яблоновскую переправу Краснодара (два моста) и паромную переправу в ст. Елизаветинская. Другими же группами, включающими в себя 125-ю и 198-ю дивизии ударом с северо-востока охватить 56-ю армию с другой стороны, захватить Пашковскую переправу, а далее, с ходу выйти в предгорья Кавказа, закрыв, тем самым, пути отступления советских армий. Таким образом, советские армии оказались как бы между молотом и наковальней. С востока ей угрожал бы 3-й и 57-й корпус, а с юго-запада — 5-й армейский корпус. Дальнейшая оборона Кавказа, при удачном ходе немецкой операции, была бы невозможна.
Ударные группы немцев поддерживали по одной роте танков 13-й танковой дивизии и разведывательно-диверсионный батальон Абвера «Бранденбург-800», заранее высадивший свои воздушные десанты. Из-за отсутствия автотранспорта в пехотных соединениях вермахта, личный состав был вынужден передвигаться пешим порядком Но при наступлении на Краснодар в целях повышения их мобильности немцы использовали грузовики тыловых частей, по 30-50 единиц на группу.

### Действия советских войск

#### 02.08.1942
Командование фронтом заранее предвидело подобный сценарий развития ситуации: в своём приказе Командующего фронтом № 042 от 02.08.1942 командующий 56-й армии генерал-майор Рыжов заранее указал районы дислокации частей и соединений по обороне Краснодара. В третьем пункте этого приказа указывалось 
…56-й армии в составе: 339, 349 и 30 стрелковой дивизии, 76-й морской стрелковой бригаде, Урюпинскому военному училищу, 151-му Укрепрайону, арткурсам младших лейтенантов, 75-му зенитно-артиллерийскому полку, 1195-му смешанному артиллерийскому полку резерва Главного командования, 526-му гаубично-артиллерийскому полку боевых машин — оборонять левый берег реки Кубань на фронте Темижбекская, Кропоткин, Усть-Лабинская, Васюринская, Краснодарский обвод, прочно укрепить район переправ через реку Кубань…
 К вечеру приказ на отвод частей 56-й армии на Краснодарский обвод поступил в соединения. Учитывая тот факт, что частям фронта необходимо было выиграть время для организации промежуточных рубежей обороны: под станицами Саратовская, Калужская и Горячим Ключом, город предстояло оборонять независимо от состояния существующих путей отхода (мостов и паромных переправ). Каждый полк заранее подготовил плавсредства (лодки и плоты) сосредоточенные на левом берегу.

#### 03.08.1942
Слева от северной окраины Краснодара должна была занять оборону 349-я стрелковая дивизия под командованием полковника А. И. Щагина. С рассветом 03.08.1942 она выдвинулась из Усть-Лабинской в район Старокорсунской и Пашковской. Фронтовые курсы младших лейтенантов в 7:00 этого же дня выступили из ст. Старокорсунской. Одним батальоном они должны были разместиться в районе аула Гатукай, а двумя другими — в станице Пашковской.
Прибывшая из состава 18 армии 216 стрелковая дивизия в состав 56-й армии сосредоточилась в районе Энем, Кошехабль на левом берегу Кубани. В связи с тем, что за время боев под Ростовом-на-Дону и при стремительном отступлении по Кубани дивизия понесла большие потери, на занятом рубеже она стала получать пополнение из краснодарского ополчения, состоящего из молодёжи 1924—1925 годов рождения и ветеранов 1886—1887 годов. Таким образом, 56-я армия значительно пополнилась за счёт необстрелянного молодого пополнения (шестнадцати—семнадцатилетних юношей) и пятидесятипятилетних. Первая партия пополнения в количестве 921 человека была получена тем же утром 3 августа.

Ослабленные соединения армии прибыли на Краснодарский обвод. Так, 349-я стрелковая дивизия 
…имела личного состава всего: 1137 человек (из 9500 необходимых по штату), в том числе среднего начсостава — 211, младшего начсостава — 20 и рядового — 806. Более 50 % бойцов совершенно не имели оружия
Справа от северной окраины города заняла оборону 339-я стрелковая дивизия. Утром она заняла рубеж «Новотитаровская, Марьянская» и далее по южному берегу реки Кубань. В этот же день дивизия получила пополнение в количестве 921 человека (на 06.08.1942 пополнение составило 2573 человека, из них: среднего начсостава 113 человек), также получены 730 лошадей и 237 повозок.

#### 04.08.1942
30-я стрелковая дивизия, как наиболее боеспособное соединение 56-й армии была выдвинута в арьергард для прикрытия отступающих войск. На 04.08.1942 она находилась на марше с рубежей Сухие Челбасы на Брюховецкую, Тимашёвскую, Медведовскую и Новотитаровскую. Последний пункт отхода должен был стать её рубежом обороны по Краснодарскому обводу. В течение пяти дней до начала активных боевых действий, дивизия спешно пополнялась личным составом, оружием и боеприпасами, уже в Краснодаре. За период с 3 по 7 августа дивизия получила: 
21120 винтовочных патрона, 176 артиллерийских мин к 120 мм миномётам, 1100 снарядов к 45 мм пушкам, 4560 патронов к противотанковым ружьям, 448 снарядов к 76 мм пушкам. Кроме этого, к 06.08.1942 дивизия получила пополнение в количестве 3449 человек, 4487 винтовок], 17 пулемётов, 123 автомата, 76 миномётов 82 мм, 11 шт 45 мм пушек

#### 06.08.1942
В этот день бюро крайкома ВКП(б) принято очередное решение «О мерах по укреплению обороны города Краснодара», в котором наряду с другими мероприятиями было намечено: 
Поручить (секретарю крайкома) т. Санину и (начальнику управления НКВД) Тимошенкову провести ряд мер по мобилизации всего населения города на строительство рубежей и баррикад. Предложить т. Тимошенкову свести истребительные батальоны районов в боевые подразделения для использования их по обороне города.
 К сожалению, решения крайкома партии выполнены не были.
Срочно создается Краснодарское направление под командованием генерал-полковника Я. Т. Черевиченко. Ему были подчинены пополненные призывниками 1924 и добровольцами 1925 и 1887 годов рождения: 56-я, 18-я и 47-я армии, 17 кавалерийский и 1-й особый стрелковый корпуса, суда Краснодарского отряда кораблей Азовской военной флотилии, артиллерия РГК. Основные силы фронта заблаговременно были выведены на левый берег Кубани. 

30-я стрелковая дивизия (командир дивизии полковник Аршинцев Б. Н.), как самое боеспособное соединение должна была стать арьергардом фронтовой операции на правом берегу реки, прикрывая Краснодар с севера. Бывший начальник факультета Военной академии генерального штаба генерал-лейтенант И. М. Ковалев, в годы Великой Отечественной войны командовавший 71-м стрелковым полком 30-й Иркутской стрелковой дивизии, принимал самое активное участие в обороне города Краснодара в августе 1942 года впоследствии вспоминал: 
К Краснодару мы отошли только 6-го числа. Наша дивизия, в том числе полк, которым я командовал, обороняла столицу Кубани в течение восьми дней, а потом по приказу отходили, потеряв около 40 % личного состава. Пополнение молодежью 1924 года и добровольцами 1925 года рождения получили только в Краснодаре за один день до начала боев. Причем жители Кубани своим сыновьям, в основном краснодарцам, давали наказ «Сынок, дерись, но за Кубань не уходи». Что они и сделали, честно выполнив наказ своих родителей. Мальчишки совершенно не обстрелянные в гражданской, рабочей одежде, прямо из ФЗУ, совершенно не обученные, мужественно сдерживали врага, но приказ выполнили.
Тем не менее, боевые действия 30-й Иркутской стрелковой дивизии на подступах и в самом Краснодаре приобретают совсем другой оттенок. Именно эта дивизия приняла на себя всю тяжесть немецкого удара в районе города.
Слева от неё занимала оборону 339-я стрелковая дивизия (командир дивизии до 11 августа 1942 года — полковник Морозов П. И. практически командование на себя пришлось взять начальнику штаба дивизии полковнику Т. С. Кулакову). К началу боев за Краснодар все полки этой дивизии, за исключением 1137-го стрелкового полка были переведены на левый берег. В районе ст. Елизаветинской стойко держал оборону 1135-й стрелковый полк 339-й стрелковой дивизии, 1169 стрелковый полк (майор Иванов П. И.), 3-й батальон 35-го стрелкового полка и, преданный ему в помощь 3-й батальон 1173 стрелкового полка (старший лейтенант Подольский Р. И.) 349-й стрелковой дивизии. 
Справа от 30-й стрелковой дивизии занимала оборону 349-я стрелковая дивизия (командир дивизии полковник Щагин А. И.). Она так же в соответствии с приказом фронта отвела свои основные силы с Краснодарского обвода, оставив лишь 1169-й стрелковый полк, который должен был прикрывать Краснодарский обвод с востока. На деле же восточный фланг Краснодарского обвода в районе станицы Васюринская оборонял 723-й стрелковый полк 395-й стрелковой дивизии под командованием капитана Легкого. 
Таким образом, говоря об обороне самого Краснодара мы должны брать в расчёт 30-ю Иркутскую стрелковую дивизию полковника А. И. Аршинцева и его стрелковые полки: 256 стрелковый полк (подполковник Ильин А. И.), 71 стрелковый полк (майор Ковалёв И. М.), 35 стрелковый полк (майор Клименко П. П.) и два батальона фронтовых курсов младших лейтенантов (подполковник Глушков В. Т.). 
Утром Фронтовые курсы младших лейтенантов (без 1-го батальона) поступили в распоряжение начальника гарнизона с задачей сразу же начали изучать город, намечать сектора обстрела, возможные варианты развития боевых действий и оборудовать огневые позиции.
В состав армии прибыл 101 отдельный гвардейский миномётный дивизион, который сосредоточился на южной окраине п. Калинино. На северной окраине Краснодара был создан противотанковый резерв 593 отдельного зенитно-артиллерийского дивизиона в количестве двух 76 мм орудий и 20 противотанковых ружей. 

#### 07.08.1942
Осознавая опасность складывающейся ситуации, командующий армией генерал-майор Рыжов издаёт приказ № 0296 от 7 августа 1942. «Об организации обороны города Краснодара». В котором требует: «…К утру 08.08.1942 привести в готовность непосредственную оборону г. Краснодара». Начальником обороны города он назначает начальника гарнизона г. Краснодара полковника Викторов, а его заместителем — начальника фронтовых курсов младших лейтенантов подполковника Глушкова. Приказ предписывал город разбить на районы-секторы, во главе каждого района-сектора назначались коменданты и комиссары из числа командиров и политработников подразделений курсов… Связь комендантов внутри города осуществлялась штабом обороны. Предлагалось: «…Изучить город в целом и районы-секторы с целью занятия и манёвра при обороне, имея в виду также развернуть войска стоящие впереди в случае их отвода по приказу…». Однако времени для осуществления этих мероприятий, как и для инженерного оборудования рубежей обороны в самом городе не осталось, и та огромная работа, проделанная жителями Краснодара по сооружению противотанковой обороны и инженерному оборудованию «Краснодарского обвода», оказалась напрасной тратой сил и времени. Рубеж обороны по Краснодарскому обводу в инженерном отношении оказался совершенно не подготовленным. Кроме того, в связи с плохой организацией работой тыла, у личного состава отсутствовал шанцевый инструмент, что не позволяло бойцам самим подготовить к бою свои позиции. (К его строительству власти приступили с большим опозданием, только 10.07.1942, и, к моменту занятия его войсками 56-й армии, он не был готов).

После окончания войны Б. В. Баданин, начальник штаба инженерных войск Северо-Кавказского фронта, в книге «На боевых рубежах Кавказа», писал: 
Никакой пользы не принесли и те оборонительные рубежи и заграждения, которые строились без учёта реальной обстановки и возможностей войск. Немало было противотанковых рвов и других земляных заграждений, заблаговременно отрытых на Кубани по рубежам рек и на городских оборонительных обводах, которые легко были преодолены противником и никак не оправдали огромных затрат труда на их устройство.

Утром, 30-я стрелковая дивизия завершила смену Фронтовых курсов младших лейтенантов заняла рубеж, исключая отметку «43» — Новотитаровская, и приступила к пополнению личным составом, оружием и боеприпасами. Однако подготовительные мероприятия, в полной мере осуществить не удалось. Не успев как следует закрепиться, пополниться личным составом, оружием и боеприпасами, она вступила в первые бои: уже в 17:00 ей пришлось вступить в бой с разведкой противника и уничтожить её две танкетки и два мотоцикла. В донесении по состоянию на 20:00 того же дня отмечалось: 
…30-я стрелковая дивизия к 17:00 своим боевым охранением вела бой с разведчастями противника в районе отметки „32“. Уничтожено две танкетки и два мотоцикла противника. По сведениям разведки 30-й стрелковой дивизии в 15:00 замечен противник, который мелкими группами вышел на рубеж 4 км восточнее ст. Динской, замечены так же две машины с пехотой в 3,5 км от ст. Динская, а юго-западнее Красносельской — 8 мотоциклов, три танка и до 2-х взводов пехоты, а в 2 км севернее ст. Новотитаровская — 8 мотоциклов и 3 бронемашины.
Противник занял станицу Динскую. В течение всей ночи противник прощупывал советскую оборону. Советские авиационные наблюдатели отмечали, что в 16:40 они видели механизированные колонны противника в составе 20 танков, 50 крытых грузовиков с пехотой и 60 мотоциклов движущиеся из станицы Кореновская к ст. Пластуновская, а в 18:35 — движение колонны, голова которой находилась у Старомышастовской. Восточнее станицы Тимашёвской так же замечена мотопехота неустановленной численности с мотоциклами и танками. То есть непосредственно к переднему краю обороны выдвигались крупные силы врага.
Появление разведки противника показало, что враг совсем близко. Времени для организации непосредственной обороны города не осталось. Решения Крайкома партии о сооружении инженерных сооружений в городе: дотов, ежей, надолбов и баррикад так и остались на бумаге. 
Дальнейшую динамику событий боев на Краснодарском обводе можно проследить по оперативным сводкам армии, соединений и шифрограммам.

## Ход боевых действий. Провал немецкого плана «Anlauf» («Разбег»)
Судя по регулярно поступающим донесениям и оперативным сводкам, поступающим в штаб армии и фронта, можно сделать вывод, что как в период отхода, так и в период боевых действий, части и соединения фронта находились под пристальным контролем командующего. Впервые проводимая Красной армией крупномасштабная планомерная отступательная операция была плодом хорошо просчитанных действий Верховного Главного командования. После длительного отступления советских войск, в Краснодаре С. М. Будённый силами Краснодарского направления под командованием своего заместителя генерал-полковника Я. И. Черевиченко решил дать противнику первый бой, показать ему истинное состояние войск, их решимость стойко отстаивать боевые рубежи.
Немецкий план предусматривал стремительными ударами четырёх пехотных дивизий пятого армейского корпуса при поддержке танков 13-й танковой дивизии вермахта прорвать оборону «Краснодарского обвода». При этом 9-я и 73-я пехотные дивизии должны были 9 августа захватить целыми и невредимыми мосты Краснодара и паромную паромную переправу в станице Елизаветинская. Для этого они должны были использовать разведывательно-диверсионный батальон «Бранденбург-800» переодетый в красноармейскую форму, а 125-я и 198-я пехотные дивизии должны были осуществить охват 56-й армии с северо-востока и востока и захватить Пашковскую переправу. Кроме того, 4-й румынский кавалерийский корпус, состоящий из трёх дивизий должен был прикрыть соединения 17-й армии с запада, со стороны Славянской ударить во фланг отступающим советским частям.

Предвидя подобный разворот событий, советское командование приняло решение прикрыть западное направление естественными препятствиями. О проведении этой операции докладывал начальник Ивановского РО УНКВД в управление: 
7 августа дано распоряжение… о полном спуске воды из главного магистрального сооружения рисовой системы от реки Кубань на рисовые поля и др. места для затопления дорог Краснодар — Славянская, что и было сделано. Вода затопила часть рисовых полей и дорог.

Мост, который играет большую роль в части переправы противником своих сил по главной профилированной дороге от Краснодара до Славянской, сапёрами не был взорван и не был подготовлен для сжигания. Пришлось заставить проезжавшего около моста тракториста «Кубрисстроя», ехавшего на тракторе с двумя цистернами горючего, остановиться на мосту «ОП», выпустить из цистерны на мост керосин и зажечь его. Мост совершенно сгорел вместе с трактором и двумя цистернами горючего
Далее начальник районного отделения доложил, что по его указанию проведено открытие всех шлюзов главных узлов оросительного канала на территории Ивановского и Марьянского районов, в результате чего затоплены дороги. Взорвано два канала, вода из которых также затопила дороги.
Таким образом, румынские части не смогли ударить с запада в направлении ст. Елизаветинская и Краснодар — путь им преградили масштабные затопления дорог. В этих условиях только успех противника на краснодарском направлении мог спасти престиж немецкой армии в тщательно разработанном ими плане по уничтожению главных сил Красной Армии в предгорьях Кавказа.

### 08.08.1942
Уже утром, в 9:00, группа мотоциклистов ворвалась в пос. Сосновский, и в 12:15 они попытались прорвать нашу оборону на стыке 30 и 339 стрелковых дивизий. Прорвавшийся в глубину обороны Краснодарского обвода противник угрожал окружением и уничтожением основных сил 30-й стрелковой дивизии. Принятыми мерами попытка противника не удалась.
В это же время легковой автомобиль с офицерами одного из немецких штабов в сопровождении машины с пехотой и 6 танков въехал на позиции первого батальона 256 стрелкового полка в районе колхоза им. К. Маркса. В результате короткого боестолкновения противник был уничтожен. Бойцы захватили ценные документы района боевых действий.
В 13:20 15 мотоциклов с автоматчиками ворвалась в станицу Новотитаровская. В завязавшемся бою 5 мотоциклов было уничтожено и взят в плен один немецкий солдат. В ходе допроса было установлено, что это подразделение принадлежит 73-й пехотной дивизии вермахта. 256-му и 71-му стрелковым полкам пришлось вести бой «перевёрнутым фронтом». Понимая сложившуюся ситуацию командир 256-го стрелкового полка подполковник Ильин Алексей Иванович направляет в сторону прорыва помощника начальника штаба полка старшего лейтенанта Чечнева Василия Ивановича с зенитно-пулеметной машиной.
В 20:00 колонна противника в количестве 50 автомашин с пехотой прорвала оборону из направления Миловидов. В это же время группа танков в количестве до 20 единиц при поддержке пехоты выдвинулась в направление колхоза им. Карла Маркса. В 22:50 12 танков при поддержке 7 автомашин с пехотой заняли пос. Прикубанский, а 23:00 группа пехоты при поддержке трёх танков, прорвав оборону 349-й дивизии ворвалась в ст. Елизаветинскую. Разъезжая по улицам немцы вели беспорядочный огонь из пулемётов и поджигали дома жителей станицы.
Основные силы 339-й дивизии к этому времени были уже отведены на левый берег Кубани. Основная нагрузка легла на 1135 стрелковый полк. Колонна противника численностью одного батальона прорвавшаяся в станицу Елизаветинская, натолкнулась на стойкость бойцов 1135 стрелкового полка, не позволившего с ходу овладеть станицей. До 12 августа на её подступах продолжались ожесточённые сражения и противник вынужден был изменить направление главного удара на западную окраину Краснодара, которая, к тому времени оказалась не защищённой.

### 09.08.1942
Утром 9 августа нависла угроза захвата города противником. В два часа ночи покидая город первый секретарь Краснодарского крайкома партии П. И. Селезнёв приказал старшему лейтенанту Бесчастнову А. Д. приступить к ликвидации промышленных и значимых гражданских объектов города Краснодара, в случае угрозы захвата их противником. На подлиннике приказа, хранящемся в архиве УФСБ Краснодарского края, есть приписка, сделанная рукой командарма 56-й армии: «Кроме нефте- и бензохранилищ, которые поднять после взрыва железнодорожного моста». Дело в том, что на железнодорожном вокзале стояли три бронепоезда, которые необходимо было пропустить. Приказ требовал: «…железнодорожный мост взрывать после пропуска через него двух бронепоездов стоящих на погрузке у железнодорожного вокзала, а затем нужно было уничтожить Краснодарскую нефтебазу». Однако, как показали дальнейшие события, действия немецких диверсантов сорвали этот план. Налёт немецкой авиации уничтожил железнодорожный вокзал и находящиеся на нём составы с ранеными, боеприпасами, промышленным оборудованием, беженцами, в том числе и бронепоезда.
Вклинившийся в стык дивизий противник создал угрозу окружения частей 56-й армии. 256-му, 71-му и 35-му стрелковым полкам пришлось сражаться перевёрнутым фронтом. С целью стабилизации фронта командир 30-й стрелковой дивизии последним своим резервом нанес удар по выдвигающемуся к городу противнику и вынудил его повернуть на запад, создав окно для отвода подразделений из полуокружения, приказав 256 полку отойти к городу и занять оборону на северной его окраине, а 71 и 35 стрелковым полкам сосредоточиться на северо-восточной окраине города и станице Пашковская. Получилась парадоксальная ситуация, которая долгие годы будет вносить путаницу в оценку сроков захвата города Краснодара.
Формально немецкие войска вошли в часть совершенно незащищённой стороны города 9 августа. Обороняющая город 30-я дивизия оказалась отрезанной, будучи отдалена от города на 10 — 15 километров. В это время Краснодар защищали лишь подразделения истребительного батальона, два батальона фронтовых курсов младших лейтенантов и отдельные подразделения обеспечения 30-й дивизии.
Прорванная противником оборона города угрожала захватом стратегических мостов через Кубань в районе пос. Яблоновского. Деревянный, наплавной мост, заблаговременно был подготовлен к поджогу, поэтому во втором часу дня 9 августа сапёры подожгли его. Краснодарскому истребительному батальону пришлось отступать на левый берег Кубани уже по горящему мосту. После поджога наплавного моста немецкие танки с десантом направились к железнодорожному мосту и предприняли попытку переправиться по нему на левый берег. С левого берега по танкам и автоматчикам открыли огонь зенитчики 57-го озад ПВО, в скоротечном бою уничтожив три танка противника и до взвода автоматчиков. Через несколько минут пролёты железнодорожного моста были взорваны советскими сапёрами и Яблоновская переправа была уничтожена.

В своём фронтовом дневнике за 9 августа немецкий офицер Флориан Тольк оставил следующее воспоминание: 
…война рушит нашу идиллию, поступает приказ готовиться к контратаке. Русские, при поддержке танков и кавалерии, пытаются вытеснить нас из города. Разгораются ожесточённые бои за каждый дом, за каждую улицу. Атаки сменяются контратаками с обеих сторон. За весь период наступления Советской Армии на Кубани это были первые ожесточённые бои, в которых русские оказывали столь ожесточённое сопротивление. Ещё недавно мне казалось, что моральный дух противника окончательно сломлен, а захват города явится очередной лёгкой победой. По всей видимости, я ошибся. Уходя из-под наших ударов, русские сохранили свои главные силы, и теперь решили дать нам достойный урок.

Находясь в резерве ударной группы, мы отчетливо слышали отдалённые выстрелы в разных концах города. Это говорило об ожесточённости боев. Сложившаяся ситуация вышла из-под контроля. Уничтожение русскими мостов через Кубань лишало нас возможности дальнейшего продолжения наступления и предотвратило окончательный разгром русских армий перед предгорьями Кавказа.

Такого ожесточённого сопротивления мы не ожидали. Обидно, что так хорошо разработанный план по захвату Краснодара и его переправ на реке Кубань, провалился. Пока подразделения полка штурмовали город, наш батальон по-прежнему оставался в резерве, ему приказано закрепиться на окраине города и пресекать прорыв русских с оборонительных рубежей к переправам.

Чёрные клубы дыма от горящей нефтебазы, расположенной у взорванного русскими железнодорожного моста на юге города, поднимались высоко в небо, закрывая солнце.

На стене колокольни Екатерининского храма хорошо сохранилась запись тех лет, оставленная пулемётчиком Николаем Мироновичем Трутневым, жителем станицы Костомаровской с расчерченными секторами предполагаемого ведения огня. Иподьякон Василий, дежуривший в это время в соборе, рассказывал 
Когда наш истребительный батальон отступал по улице Красной, немецкие мотоциклисты ринулись им наперерез. Тогда, с колокольни по врагу открыл огонь наш пулемётчик. Заняв круговую оборону курсанты Фронтовых курсов младших лейтенантов не подпускали противника к храму. Немцы растерялись и стали прятаться за строениями. Краснодарский истребительный батальон оторвался от противника и благополучно проскочил угрожаемый участок (угол ул. Мира и Красной). В течение нескольких часов шёл бой, пока одному из немецких снайперов не удалось смертельно ранить пулемётчика.
До последнего времени было мало что известно о героизме воинов 395-й стрелковой дивизии (подполковник Рахимов) 12-й армии, которой командовал генерал-майор А. А. Гречко. 723-й стрелковый полк этой дивизии прикрывал стык 56-й и 18-й армий в районе ст. Васюринской. В соответствии с планом противника «Разбег» со стороны ст. Усть-Лабинской в направлении Краснодара должна была нанести свой удар 198-я пехотная дивизия врага. Удар 125-й и 198-й пехотных дивизий с северо-востока и востока, должны были явиться той «клешнёй» которая должна была захлопнуть в капкане 56 армию в Краснодаре, но стойкость бойцов и командиров 723-го, под командованием капитана Лёгкого 349-й стрелковой дивизии перешедшей в оперативное подчинение командующего Краснодарским направлением, не позволили противнику с ходу осуществить свои планы.
В архиве сохранился приказ командира 395-й стрелковой дивизии № 0012, переданный в 23:30 7 августа 1942 года, в нём указывалось: «…723 стрелковому полку оборонять участок: гать 3 км Северо-восточнее ст. Васюринская, исключая р. Белая. Иметь боевое охранение на северной окраине ст. Васюринской. Не допускать переправы противника из Васюринской на юг…».
Бойцы упорно трудились над сооружением опорных пунктов, однако до конца работы не были закончены. 
В 15:00 на стыке 349-й стрелковой дивизии и 723-го стрелкового полка 395-й стрелковой дивизии 12 армии противник силами до 1000 солдат, при поддержке трёх танков предпринял наступление в направлении северо-восточной окраины станицы Васюринская. В трёх километрах от станицы завязалось жаркое сражение»
198-я пехотная немецкая дивизия была вынуждена бросить на хорошо подготовленную оборону полка крупные силы пехоты, при поддержке танков и тяжёлой артиллерии. Бой длился до позднего вечера. Это, во многом, и определило срыв одновременного удара противника по городу Краснодару.
Подтверждением этому сражению, служат не только донесения командира дивизии, но и немецкие источники. «Архив-500», хранящийся в Центральном архиве министерства обороны, — боевой журнал 198 егерской дивизии, сообщает: 
…примерно 60 км до Кубани преследования цели продвижения. 7 августа авиационные разведчики установили разрыв русской обороны. Всеми средствами противник пытается выбраться на противоположный берег Кубани. В районе Усть-Лабинской — Васюринской севернее русла реки Белая авиационной разведкой было обнаружено большое скопление транспортных средств противника. Одно из крупных подразделений сосредоточилось в районе Васюринской. Это подразделение потеряло связь с соседом противника, его передовой отряд встречает и задерживает разрозненные подразделения красноармейцев.

При отходе русские взорвали почти все мосты за собой, готовясь принять бой, но не отходить. Однако быстро к месту переправ выдвинулись военные инженеры, чтобы помочь задержанным соединениям быстро осуществить переправу. Существенное выдвижение вперед наших войск вследствие этого невозможно.

Утром 8 августа разведывательный дозор передового отряда за Воронежской обнаружил и захватил 18 готовых к выезду тракторов и тысячу подвод с топливом (по воспоминаниям жителей станицы, захваченные в плен механизаторы были расстреляны немецкими солдатами на северной окраине ст. Васюринской). Русские солдаты сопровождающие обоз, при появлении немцев, разбежались, попытались спрятаться. Приходится отыскивать их и брать в плен. Вместе с тем, первые солдаты подразделения стоят на Кубани. Паромные переправы и мосты у Васюринской и Усть-Лабинской взорваны.

Не осталось времени для остановки наступления. Однако попытка прорваться так же внезапно в направлении Васюринской потерпела неудачу из-за сильного артиллерийского огня противника. Поэтому ещё вечером все части передового отряда вышли на исходную позицию перед станицей. 88-мм батарея зенитного полка и 4 полевых гаубицы выдвинулись в передовые позиции, для возможного отражения танковой атаки.

Моторизованные лёгкие полевые гаубицы открыли огонь, чтобы подавить огневые точки противника. Только после этого солдаты передового отряда решились проникнуть в станицу. Там разгорелись кровопролитные уличные бои, в которых, вместе с регулярными войсками, принимали активное участие и много гражданских лиц. Через несколько часов Васюринская с боем было взята. Однако в плен захвачено только 108 русских солдат. Основная часть погибла в бою.

Эта задержка не позволяла дивизии выполнить главную задачу прорываться через Старокорсунскую на Краснодар. Поэтому рано утром 9 августа 308-й гренадерский полк вышел из боя и обходя район ожесточённого сражения у Васюринской устремиться в сторону города.

В журнале боевых действий 198-й пехотной дивизии противника сохранилась запись о этих событиях:
Правее 44-го егерского корпуса, наступавшего за 56-м танковым корпусом, вдоль Кубани через Усть-Лабинскую на Краснодар шла 198-я пехотная дивизия. 8 августа её передовой отряд у Васюринской наткнулся на сильную оборону противника. К передовому отряду подошли главные силы дивизии. Батарея 1-го дивизиона 4-го зенитно-артиллерийского полка и подразделения 235-го артиллерийского полка провели артподготовку. После тяжёлого боя к вечеру населённый пункт был взят 198-й пехотной дивизией. Васюринская, находящаяся немного севернее от места впадения Белой в Кубань, была последним оплотом советских войск перед Краснодаром.
В результате кровопролитных боев в течение почти суток бойцы сдерживали натиск врага. В дневнике жителя ст. Васюринской Александра Прожаровского указывается, что только «…11 августа в станицу вошли немцы…». По сохранившимся документам нам известно, что 9 августа защитники ст. Васюринской с боями отошли на левый берег Кубани.
На западном участке обороны города боевые действия немецких войск развивались более успешно. Задача юго-западной «клешни» состоящей из ударных групп 9-й и 73-й пехотных дивизий состояла в том, чтобы захватив переправы в ст. Елизаветинской и Краснодаре отрезать части 56-й армии от основных сил фронта и уничтожив их на подступах к городу. Однако советское командование разгадало замыслы противника.
На 9 августа части 30-й стрелковой дивизии занимали следующее положение:
- 35 стрелковый полк оборонял рубеж (иск.) 2,5 км южнее Динской, отметка «36,6»;
- 256 стрелковый полк оборонял рубеж (иск.) отм. «36,6» — восточнее колхоза им. К.Маркса, Новотитаровская;
- 71 стрелковый полк находился во втором эшелоне дивизии, имея задачу быть готовым к контратакам в направлениях: Динская, колхоз им. К.Маркса, Новотитаровская.

После того, как противник 8 августа прорвал Краснодарский обвод, в целях исправления угрожающего положения, полковник Аршинцев принял решение выдвинуть на этот участок свой единственный резерв: 3 танка, кавалерийский эскадрон, мотоциклетную роту, заградотряд и 2 броневика разведроты. Одновременно 71-й стрелковый полк, усиленный миномётным дивизионом и противотанковой ротой был переброшен на левый фланг дивизии для ликвидации опасности в районе совхоза Калининский.
После скоротечного боя подвижного резерва дивизии противник в 19:30—20:00 из совхоза Калининский вынужден был отойти в северо-западном направлении через район боевых порядков 339-й стрелковой дивизии на Елизаветинскую — западную окраину г. Краснодара.
В 21:00 автоколонна, состоящая из 50 машин вошла совхоз «Фруктовый» — 1 км западнее отметки «21,9» и отметки «33,5». Утром 9 августа оттуда был открыт сильный атриллерийско-миномётный огневой налёт по западной окраине города. После чего туда вошли немецкие танки.
Дивизии Аршинцева, отражая яростные атаки противника, приходилось теперь сражаться в полуокружении. Положение частей было крайне тяжёлым. В связи с тем, что дивизия, в условиях дня должна была отражать неоднократные атаки противника, рассчитывающего окружить и уничтожить её, командующим армией было принято решение на отход к северной окраине города.
Прорвавшаяся в район ответственности 339-й стрелковой дивизии боевая группа противника не была окружена, в результате чего она повернула на восток и вошла в западную часть г. Краснодара раньше, чем туда смогли отойти части 30-й стрелковой дивизии.
После уничтожения Яблоновской переправы вся нагрузка легла на 30-ю стрелковую дивизию. Колонны беженцев и разрозненные подразделения отступающих войск ринулись к Пашковской переправе.

Вильгельм Тике писал: 
…Сражение за Краснодар началось утром (9 августа). Искусно действовавшие в садах и городских кварталах арьергарды 56-й армии боролись за выигрыш времени. Им необходимо было обеспечить отход колонн советских войск по мостам за Кубань. Крупные склады военного имущества, продовольствия и горючего были вывезены или подожжены.

Подводя итоги боев за Краснодар, командир дивизии в своём приказе от 13 августа писал: 
В ночь с 8 августа на 9 августа 1942 года на фронте были лишь местные бои. Противник готовил удар с целью овладеть Краснодаром и станицей Пашковской. С рассветом 9 августа 1942 года и до наступления темноты противник превосходящими силами пехоты, танков, мотоциклистов, автоматчиков и конницы неоднократно проводил яростные атаки с задачей сокрушить дивизию, но благодаря мужеству и отваге всех частей противнику был нанесён огромный урон в живой силе и технике. Лишь с наступлением темноты части дивизии с боями отошли на рубеж: восточная окраина станицы Пашковской, центр посёлка Калинино, северная окраина г. Краснодара, где закрепились для обороны города.

### 10.08.1942
В ночь на 10 августа 1942 года противник накапливал силы для последующих ударов с целью окончательно овладеть Краснодаром и станицей Пашковской. Немецкое радио, несмотря на то, что юго-восточная и юго-западная часть города находилась в руках бойцов 30-й дивизии, поспешило объявить, что сопротивление русских сломлено и город Краснодар взят немецкими частями. Подтянув резервы противник намеревался полностью очистить город от советских частей, новыми ударами с северо-востока и востока захватить Пашковскую переправу и уничтожить дивизию, чтобы постараться хоть частично выполнить операцию «Разбег». Дивизия имела немалые потери в прошедших боях, ощущала недостаток боеприпасов и находилась в очень тяжёлых условиях.
Сковав 35 стрелковый полк (третьим батальоном 308 гренадерского полка) на рубеже Пашковской, противник имел главную группировку на левом фланге дивизии. Именно оттуда он и повёл наступление. Дивизия продолжала оказывать упорное сопротивление, отражая атаки врага и вынуждая противника бросать все новые и новые резервы на Краснодар с запада и северо-запада.
Пашковская переправа осталась единственным местом связывающим обороняющихся с «большой землёй». Все, что не успели вывести из окружённого города вывозилось и выносилось через этот понтонный мост. Приказ на оставление города не поступал, поэтому комдив Аршинцев решился на отчаянный шаг. Он не только, хоть и с боями, оставлял город, но и перешёл в наступление, пытаясь выбросить врага из Краснодара. Собрав силы Командование Краснодарским направлением приняло решение силами 30-й и 339-й стрелковых дивизий, 76 морской стрелковой бригады, курсов младших лейтенантов и батальона морской пехоты под командованием лейтенанта Попова, при поддержке судов Краснодарского отряда Азовской военной флотилии и артиллерии РГК 10 августа перейти в решительное наступление. Это явилось сюрпризом для врага. В городе уже шло формирование местных органов немецкой администрации, а в это время русские перешли в наступление. Противник стал поспешно отходить. Наступление шло успешно, город почти полностью был в руках советских войск, за исключением западной и северо-западной его окраины.
В кровопролитных боях воины 256-го и 71-го стрелковых полков, вместе с курсантами курсов младших лейтенантов и морская пехота героически дрались в уличных боях. К 17:00—18:00 10 августа достигли рубежа водокачки (2 км северо-восточнее отметки 23,6) и левым флангом к надписи «Кубань» у Яблоновской переправы.
Решительные действия бойцов и командиров 30-й Иркутской дивизии наглядно свидетельствовали о том, что план по захвату Краснодара не состоятелен. В то же время, у противника ещё оставалась смутная надежда на успех в районе Пашковской переправы. Сюда были стянуты ударные группы 125-й и 198-й немецких пехотных дивизий.
Противник численностью до полка пехоты 125-й пехотной дивизии при поддержке танков и артиллерии рядом атак попытался ворваться в станицу Пашковскую, а двумя батальонами с танками — в направлении железнодорожной развилки (1 км южнее «квадратная роща») с задачей расчленить дивизию, чтобы окружить 35-й стрелковый полк в станице Пашковской и овладеть Пашковской переправой. Третий батальон 35-го стрелкового полка занимал оборону на северо-восточной окраине станицы Пашковской. Противник наседал и с правого и с левого фланга. Положение батальона становилось угрожающим, не редко бои переходили в рукопашные схватки.
Осознавая нависшую угрозу полковник Аршинцев принимает решение сократить участок обороны. В ночь на 11 августа подразделения дивизии частично оставляют город, прочно удерживая его юго-восточную часть (Дубинку, железнодорожный вокзал и далее вдоль железнодорожного полотна дороги на Тихорецкую. Бой распространился по всему Краснодару и станице Пашковской. Трудно было установить, где фронт противника, а где советский фронт, боевые порядки противоборствующих сторон перемешались. Нередко завязывались рукопашные схватки и штыковой бой.
Лишь в 24:00 наступило затишье. Противник под покровом ночи подтягивал к Пашковской переправе свои резервы с севера и востока. 

### 11.08.1942
В 4:00 11 августа 125-я и, подошедшая после боев под станицей Васюринская, 198-я пехотные дивизия, перешли в наступление на станицу Пашковскую. Дальнейшее удержание переправы стало не целесообразно. Сил для удержания занимаемых рубежей на правом берегу Кубани дивизия не имела. Нависла серьёзная угроза захвата переправы. Допустить противника к стратегической ниточке связывающей город с большой землёй было нельзя. 71-й стрелковый полк смещается к развилке железных дорог, с тем, чтобы ударить во фланг 125-й дивизии врага. Бои предприняли ожесточённый характер. 30-я дивизия продолжала упорно сдерживать наступление врага. 11 августа окружив 35-й полк противник попытался прорваться к переправе. В 9.25 взвод саперов 16-го отдельного инженерного батальона под командой лейтенанта Ростислава Карловича Танчера, получив приказ командования, произвел взрыв и поджог моста и переправа была уничтожена. Однако бои в городе ещё продолжались.

### 12.08.1942
К концу дня 11 августа основные силы Красной армии и большая часть подлежащих эвакуации грузов были уже переправлены на левый берег Кубани, поэтому командование приняло решение о планомерном отводе своих полков и фронтовых курсов младших офицеров, 76-й морской стрелковой бригады под прикрытием батарей Краснодарского отряда кораблей Азовской военной флотилии и артиллерии РГК за Кубань. Отвод этих подразделений должен был быть организованным, исключающим панику. Нельзя было допустить того, чтобы противник перебросил дополнительные силы. Его нужно было сковать. Выполняя этот приказ бойцы дивизии в течение всего дня 11 августа с боями отходили в южном направлении. Последними, получив приказ, от рубежа к рубежу, отходили к Кубани отходили полки: 256-й, 71-й и два батальона курсов младших лейтенантов.
В итоговом донесении за 12 августа сообщалось: «С наступлением ночи на 12 августа по приказу командующего армией части дивизии оставили город и переправились на левый берег».
Силы противоборствующих сторон были далеко не равны. Вслед за усиленными ударными группами противника шли основные силы 17-й немецкой армии. Кроме того на этом участке фронта противник использовал до 50 танков 13-й танковой дивизии. По позициям противника в районе станицы Пашковской наносил удар всего один штурмовик, в этом бою он был сбит немецким пулемётчиком (лётчик ныне перезахоронен на Всесвятском кладбище). Все попытки противника добиться успеха решительно пресекались войсками 56-й армии, сосредоточенной на левом берегу Кубани.
В оперативной сводке за 12 августа по состоянию на 20:00 говорилось:
… 1. Противник подтянул превосходящие силы, овладев восточной частью и садами в районе Пашковской переправы. Ударом с севера овладел развилкой железных дорог на северо-восточной окраине города Краснодара и западной окраиной Пашковской.

Ночью 10 августа противник пытался форсировать реку Кубань в районе аула Шабанохабль. Попытка противника успеха не имела.

Отмечено скопление танков и машин противника в районе совхоза „Фруктовый“ на юго-западной окраине Калининской и в районе восточнее Стар. Бжегокай.

В районе северо-западнее Нов. Адыгея на северном берегу реки Кубань противник подтянул до 13 резиновых лодок и производит их ремонт силами гражданского населения.

В районе Тиховской сосредоточено до 50 танков и большое количество мотопехоты (эти данные подтверждения не находят. По подсчётам всего до начала боев у четырёх пехотных дивизий могло быть не более 50 танков и ни одного мотопехотного подразделения). В этом районе противник строит две переправы через реку Кубань. Авиация противника проводит разведку расположения частей армии в обороне.

56-я армия в течение дня удерживает прежний рубеж обороны. Части армии вели разведку перед передним краем обороны, производили инженерные работы по усилению оборонительного участка… Пашковская переправа взорвана в 9:30 11 августа. Артиллерией армии в течение дня на восточной окраине станицы Пашковской рассеяно скопление пехоты, уничтожено 25 автомашин и до 200 солдат и офицеров противника».

## Итоги сражения
Противнику не удалось окружить и уничтожить не только 56-ю армию, но и 30-ю стрелковую дивизию. Противнику не удалось захватить переправы через реку Кубань и осуществить свой стратегический план по уничтожению основных сил Северо-Кавказского фронта, отрезав его от предгорий Кавказа. Теперь дивизии отступали планомерно от рубежа к рубежу по приказу командования, изматывая врага. Через месяц боёв противник потерял инициативу и перешёл к стратегической обороне.